# A sors könyvei (televíziós sorozat)
A sors könyvei (eredeti cím: Bom Sucesso) 2019–2020 között vetített brazil telenovella, amelyet Rosane Svartman és Paulo Halm alkotott. A főbb szerepekben Grazi Massafera, Antônio Fagundes, Rômulo Estrela, David Junior, Ingrid Guimarães, Fabiula Nascimento, Armando Babaioff és Sheron Menezzes látható.
Brazíliában a TV Globo sugározta a sorozatot 2019. július 29-től 2020. január 24-ig. Magyarországon 2022. március 25-től vetíti az RTL Klub.

## Cselekmény
Paloma, egy varrónő, aki egyedül neveli három gyermekét: Alicet, Gabrielát és Petert. Az Unidos de Bom Sucesso, egy szambaiskola számára készít jelmezeket. A világa fenekestül felfordul, amikor kideül, hogy hat hónapja van hátra és ezért mindent megtesz, amihez soha nem volt bátorsága.  Amikor rájön, hogy rossz teszteredményeket kapott, Paloma úgy dönt, hogy találkozik azzal a férfival, akinek tényleg hat hónapja van hátra. Albertó, egy milliomos, aki soha nem becsülte meg a családját.

## Szereplők
| Színész                  | Szereplő                      | Magyar hang            |
| ------------------------ | ----------------------------- | ---------------------- |
| Grazi Massafera          | Paloma da Silva               | Solecki Janka          |
| Rômulo Estrela           | Marcos Prado Monteiro         | Varga Rókus            |
| David Junior             | Ramon Madeira                 | Renácz Zoltán          |
| Antônio Fagundes         | Alberto Prado Monteiro        | Barbinek Péter         |
| Ingrid Guimarães         | Silvana Nolasco               | Dobó Enikő             |
| Fabiula Nascimento       | Mariana "Nana" Prado Monteiro | Hámori Eszter          |
| Armando Babaioff         | Diogo Cabral                  | Fekete Zoltán          |
| Sheron Menezzes          | Gisele                        | Ligeti Kovács Judit    |
| Lúcio Mauro Filho        | Mário                         | Láng Balázs            |
| Jonas Bloch              | Eric Feitosa                  | Bartók László          |
| Gabriel Contente         | Vicente Machado               | Czető Roland           |
| Giovanna Coimbra         | Gabriela da Silva             | Boldog Emese           |
| Helena Fernandes         | Eugênia Machado               | Czifra Krisztina       |
| Eduardo Galvão           | Dr. Roger Machado             | Rosta Sándor           |
| Mariana Molina           | Evelyn                        | Sánta Annamária        |
| Arthur Sales             | Felipe                        | Hám Bertalan           |
| Gabriela Moreyra         | Francisca                     | Markovics Tamás        |
| Gabriela Moreyra         | Francisca                     | Dudás Eszter           |
| Antônio Carlos Bernardes | Leonel "Léo" Madeira          | Szrna Krisztián        |
| Yasmin Gomlevsky         | Thaíssa                       | Vági Viktória          |
| Felipe Haiut             | Jefferson                     | Czupi Áron             |
| Bruna Inocencio          | Alice da Silva                | Kobela Kíra            |
| Gabrielle Joie           | Michelly                      | Hermann Lilla          |
| Anderson Müller          | Antônio Carlos da Silva       | Fehér Péter            |
| Carla Cristina Cardoso   | Lucimeire "Lulu" da Silva     | Makay Andrea           |
| Stella Freitas           | Terezinha Vieira              | Téglás Judit           |
| Romeu Evaristo           | Fabrício Vieira               | Szabó Endre            |
| Diego Montez             | Willian                       | Czető Ádám             |
| Alexandra Martins        | Leila                         | Lipcsey Colini Borbála |
| Jorge Lucas              | Dr. Mauri                     | Katona Zoltán          |
| Patrícia Costa           | Esther                        | Sági Tímea             |
| Shirley Cruz             | Gláucia                       | Csifó Dorina           |
| Caio Cabral              | Patrick                       | Molnár Levente         |
| Igor Fernandez           | Luan Diniz                    | Penke Bence            |
| Lucas Leto               | Waguinho                      | Berkes Bence           |
| Nathalia Altenbernd      | Jeniffer                      | Magyar Viktória        |
| Thaís Garayp             | Bezinha                       | Bókai Mária            |
| Ju Colombo               | Elomar                        | Farkas Zita            |
| Rosana Dias              | Cláudia                       | Garami Mónika          |
| Marcelo Flores           | Batista                       | Petridisz Hrisztosz    |
| Alessandro Moussa        | Marcondes                     | Szabó Andor            |
| João Bravo               | Peter da Silva                | Kerekes Máté           |
| Valentina Vieira         | Sofia Prado Monteiro          | Szűcs Anna Viola       |

### Magyar változat
- Magyar szöveg: Szalatnyai Dóra
- Hangmérnök: Ecseri Márton
- Szinkronrendező: Papp János István, Szász Andrea

## Évados áttekintés
| Évad | Évad | Brazil epizódok száma | Magyar epizódok száma | Eredeti sugárzás | Eredeti sugárzás | Eredeti sugárzás | Magyar sugárzás   | Magyar sugárzás      | Magyar sugárzás |
| Évad | Évad | Brazil epizódok száma | Magyar epizódok száma | Évadpremier      | Évadfinálé       | Eredeti adó      | Évadpremier       | Évadfinálé           | Magyar adó      |
| ---- | ---- | --------------------- | --------------------- | ---------------- | ---------------- | ---------------- | ----------------- | -------------------- | --------------- |
|      | 1.   | 155                   | 120                   | 2019. július 29. | 2020. január 24. |                  | 2022. március 25. | 2022. szeptember 13. |                 |